# 穴山勝千代
穴山 勝千代 / 武田 信治（あなやま かつちよ / たけだ のぶはる）は、安土桃山時代の武士。武田信玄の外孫にあたる。「勝千代」は幼名で、名は「信治」とされるが、確実な史料からは確認できない。穴山氏、甲斐武田氏当主。

## 出自
穴山氏は甲斐国南部の河内領を治める国人領主で、駿河国の今川氏に属し、武田氏と争っていたが、勝千代の祖父・信友期には武田氏に服属する。祖父・信友や父・穴山信君(隠居名 梅雪)は武田家御一門衆となる。信友から勝千代までの3代にかけて河内領における発給文書が集中しており、この時期に領国支配が整備されている。また、永禄11年（1568年）には武田氏の駿河侵攻に伴い、信君が本領の河内領のほか駿河の江尻領を領し、対峙する織田・徳川勢力との前線にあった。

## 生涯
元亀3年（1572年）、穴山信君の嫡男として下山館（身延町下山）で誕生。最恩寺所蔵の勝千代画像には円蔵院（南部町南部）住職による賛文があり、幼少時から幅広い教養を身につけ、信君の後継として育てられたという。
『武徳編年集成』によれば天正8年（1580年）に父の出家に際して家督を譲られて穴山家の当主となっており、天正7年（1579年）2月と12月に信治名義で3点の朱印状が出されているが、幼少のため実権は梅雪が握っていたと考えられている。翌天正9年（1581年）には武田勝頼の娘との婚約が破棄されているが、『甲陽軍鑑』によればこれが信君離反の一因になったという。ただ、信君は離反に際して、武田氏の名跡を残すことを条件としており、武田氏の当主を信治（勝千代）とすることで、織田信長・徳川家康の了承を得ていた。
天正10年（1582年）、信君は三河国の徳川家康と通じ、同年3月の織田信長・徳川家康連合軍の武田領侵攻に際して武田氏から離反し、戦後に本領を安堵されるが、同年6月の本能寺の変に際して徳川家康一行と堺見物の後、不慮の死を遂げたことにより勝千代は正式に穴山家の当主となる。徳川家康は三河に戻り次第、河内領を支配下に収めるために岡部正綱を派遣、穴山氏は徳川氏の従属下に置かれることになる。その後、武田遺領をめぐり徳川氏と相模国の後北条氏が争った天正壬午の乱において河内領は徳川氏によって抑えられており、穴山家臣も徳川方として武田遺臣の懐柔に務めている。
同年8月に勝千代は家康から河内領と江尻領のほか駿河山西や河東須津（ともに静岡県富士宮市）を安堵される。ただし、江尻城番には本多重次、松平家忠、天野康景らが、河内領は菅沼定政が駐留しており、支配権は既に簒奪されていたと考えられている。勝千代期の文書は23通（有年号19、無年号4）あるが、信君期の支配を確認する継目安堵文書が大半で、天正壬午の乱を前に甲斐支配の安定化を望んだ家康の意向が指摘されている。
天正15年（1587年）6月7日、父・信君の死の5年後に死去した。死因は疱瘡とされている。嗣子無しとして穴山家は取り潰された。家康はその後、自らの5男である信吉に甲斐武田氏の名跡を継がせた。墓所の最恩寺には信治の肖像画（絹本着色穴山勝千代画像、県指定文化財）も所蔵されている。